# Ataata Moeakiola

a Compétitions nationales et continentales officielles uniquement.

b Matchs officiels uniquement.
Dernière mise à jour le 15 août 2022.
Ataata Moeakiola (アタアタ・モエアキオラ, Ata'ata Moeakiora), né le 6 février 1996 aux Tonga, est un joueur de rugby à XV international japonais d'origine tongienne, évoluant aux postes d'ailier ou de centre. Il évolue avec les Kobelco Kobe Steelers en League One depuis 2020.

## Carrière

### En club
Ataata Moeakiola a commencé par évoluer en championnat japonais universitaire avec son club de l'Université Tōkai entre 2015 et 2019,.
En 2017, il fait partie de l'effectif de la franchise japonaise des Sunwolves, évoluant en Super Rugby, mais ne dispute aucun match en raison d'une blessure à l'épaule,,. 
En 2019, il rejoint la franchise néo-zélandaise des Chiefs en Super Rugby,. Il fait ses débuts le 15 février 2018 lors du match contre les Highlanders. Pour cette première saison en Super Rugby, il joue neuf matchs et inscrit trois essais,.
Après une saison en Nouvelle-Zélande, il s'engage avec les Kobelco Steelers pour la saison 2020 de Top League. En 2022, pour sa troisième année avec les Steelers, il est replacé au poste de troisième ligne centre en cours de saison.

### En équipe nationale
Ataata Moeakiola joue avec les Baby Blossoms (Japon -20 ans) en 2015 et 2016. Il dispute le championnat du monde juniors lors de ces deux années, et se fait particulièrement remarquer lors de la seconde  édition, où il marque six essais en cinq rencontres, dont un triplé contre l'Afrique du Sud,.
Il est sélectionné pour la première fois avec l'équipe du Japon dans le cadre du championnat d'Asie 2016. Il obtient sa première cape internationale le 30 avril 2016 à l'occasion d'un match contre l'équipe de Corée du Sud à Yokohama.
En juin 2019, après trois ans d'absence en sélection, il est rappelé en sélection dans le cadre de la Pacific Nations Cup 2019.
Il fait partie du groupe japonais choisi par Jamie Joseph pour participer à la Coupe du monde 2019 au Japon. Il ne joue cependant aucun match lors du tournoi, barré par des joueurs comme Kenki Fukuoka ou Kotaro Matsushima.

## Palmarès

### En club
Néant

### En équipe nationale
- Vainqueur du Championnat d'Asie en 2016.

### Distinctions personnelles
- Meilleur marqueur du Championnat du monde junior en 2016 (6 essais).

## Statistiques internationales
- 4 sélections avec les Japon depuis 2016.
- 15 points (3 essais).